# Galijola
Koordinati:   44°43′45″N, 14°10′30″E
Galijola (tudi Galijula) je otoček v Kvarnerju, zahodno od otoka Cres in severno od otoka Unije. Na otoku je svetilnik, rastlin ni. Površina otočka meri 0,019 km². Dolžina obalnega pasu je 0,77 km. Najvišja točka na otočku je visoka 4 mnm.
Iz pomorske karte je razvidno, da svetilnik oddaja svetlobni signal: B Bl 5s. Nazivni domet svetilnika je 12 milj.